# Phare de Barøy
Le phare de Barøy (en norvégien : Barøy fyr) est un feu côtier situé sur l'île de Barøya de la commune de Ballangen, dans le Comté de Nordland (Norvège).

## Histoire
Le phare est situé sur la rive nord-ouest de l'île de Barøya, à l'entrée de l'Ofotfjord. Il marque l'entrée du port de Narvik.
Le premier phare a été construit en 1903. C'était une maison-phare d'un étage. Il a été automatisé en 1980. Le phare actuel a été construit devant le premier en 2010.

## Description
Le phare  est une tour cylindrique de 7,3 mètres de haut, avec une galerie et une lanterne. La tour est blanche et la lanterne est rouge. Son feu à occultations émet, à une hauteur focale de 27,5 mètres, deux éclas (blanc, rouge et vert selon différents secteurs) toutes les 18 secondes. Sa portée nominale est de 12.7 milles nautiques (environ 24 km) pour le feu blanc, 10.1 pour le feu rouge et 9.6 pour le feu vert.
Identifiant : ARLHS : NOR-004 ; NF-7251 - Amirauté : L2730 - NGA : 11132 .
|                |
| L'ancien phare |

|                |
| L'ancien phare |

### Lien connexe
- Liste des phares de Norvège